# Агапов, Юрий Иванович
Юрий Иванович Агапов (31 октября 1924 года, Бабаево, Вологодская губерния, СССР — 7 сентября 2011 года, Санкт-Петербург, Россия) — советский спортсмен-хоккеист, судья всесоюзной (1963) и международной (1962) категории. Участник Великой Отечественной войны.

## Биография
Родился 31 октября 1924 года в Бабаеве.
В 1942 году был призван в армию и отправлен на фронт.
После демобилизации увлёкся хоккеем и в 1947 году начал играть в хоккей с мячом в команде Лесотехнической академии. Окончил Лесотехническую академию в 1952 году. В 1948 году перешёл на игру в хоккей с шайбой и вплоть до 1957 года играл с переменным успехом в клубных командах Ленинграда.
Начиная с 1958 года перешёл на судейскую работу. Судил матчи первенства СССР, а также матчи Суперсерии СССР — Канада в 1972 году. Четыре раза входил в десятку лучших судей сезона. Являлся главным судьёй чемпионата Европы среди юниоров (1973) и неофициального чемпионата мира среди юниоров (1974). Был награждён орденами и медалями за участие в Великой Отечественной войне.
Скончался 7 сентября 2011 года в Санкт-Петербурге, похоронен на Южном кладбище.